# Aspres-sur-Buëch
Aspres-sur-Buëch [aspʁ syʁ bɥɛʃ] ist eine französische Gemeinde mit 802 Einwohnern (Stand 1. Januar 2022) im Département Hautes-Alpes in der Region Provence-Alpes-Côte d’Azur.

## Geografie
Die Gemeinde liegt in den französischen Alpen. Die Höhe variiert zwischen 727 und 2063 Metern über dem Meer. Der Ort liegt am Buëch, 26 Kilometer westlich von Gap. In Aspres kreuzen sich die Fernstraßen Valence-Gap (Route nationale 93) und Grenoble-Sisteron (Route nationale 75).

## Geschichte

### Internierungslager in Aspres-sur-Buëch
Nach der Webseite Gedenkorte Europa 1939–1945 existierten in Aspres-sur-Buëch zwei Internierungslager:
- Pont la Dame. In diesem Centre d'hérbergement an der gleichnamigen Fluss- und Eisenbahnbrücke (etwa 5 km nördlich des Ortes an der D 1075  in Richtung Grenoble) waren Flüchtlinge aus dem Spanischen Bürgerkrieg untergebracht. Vermutlich bestand das Lager zwischen September 1939 und Juni 1940.[2]
- In einem weiteren Lager, dessen genauer Standort unbekannt ist, war eine Groupe de Travailleurs Étrangers (GTE) interniert. Diese GTE No 78 war  vermutlich im Forst, beim Straßenbau und bei der Flussregulierung eingesetzt.[1] Dieses Lager soll 1942 geschlossen worden sein.[2]

Nach der Webseite Gedenkorte Europa 1939–1945 gibt es vor Ort keine Hinweise mehr auf die beiden Lager. 2021 fand jedoch in Aspres-sur-Buëch eine Ausstellung über das Centre d'hérbergement Pont la Dame statt, und in deren Rahmen gab es unter dem Titel Antoine et Isabelle eine musikalische Lesung. Diese war im September 2019 anlässlich des 80. Jahrestags der Lagereröffnung erstmals aufgeführt worden.

## Bevölkerungsentwicklung
| Jahr      | 1962 | 1968 | 1975 | 1982 | 1990 | 1999 | 2006 | 2018 |
| Einwohner | 703  | 750  | 696  | 773  | 743  | 762  | 725  | 812  |

Die Einwohnerzahl blieb seit 1793 immer konstant bei etwa 600–800 Einwohnern. Lediglich 1886 mit 1200 und nach dem Ersten Weltkrieg mit weniger als 600 Einwohnern gab es Ausnahmen.